# Medal za miłość do Ojczyzny
Medal za miłość do Ojczyzny (ros. Медаль «За любовь к Отечеству») — rosyjskie odznaczenie wojskowe ustanowione dla nagrodzenia chłopów z guberni moskiewskiej walczących w oddziałach partyzanckich przeciwko armii napoleońskiej w 1812 roku.

## Historia
Odznaczenie zostało ustanowione 9 lutego 1813 roku przez cara Aleksandra I jako nagroda dla chłopów walczących w oddziałach partyzanckich w guberni moskiewskiej pod dowództwem Michaiła Kutuzowa.

## Zasady nadawania
Medal nadawany był jednorazowo w dniu 25 maja 1813 roku i otrzymało go 25 chłopów pańszczyźnianych, którzy w 1812 roku brali udział w walkach w oddziałach partyzanckich organizowanych przez Michaiła Kutuzowa w guberni moskiewskiej z oddziałami armii napoleońskiej i wyróżnili się w tych walkach.
Odznaczenia otrzymali tylko żyjący uczestnicy, dwa z medali nie zostały wręczone, gdyż osoby które miały zostać nagrodzone już nie żyły.

## Opis odznaki
Odznaka medalu jest okrągły medalion o średnicy 28 mm wykonany ze srebra.
Na awersie w centralnej części jest umieszczony profil głowy cara Aleksandra I. Wzdłuż krawędzi na obwodzie jest napis АЛЕКСАНДРЪ I ИМП. ВСЕРОСС (pol. Aleksander I Imperator Wszechrosji).
Na rewersie w centralnej części jest napis ЗА ЛЮБОВЬ КЪ ОТЕЧЕСТВУ 1812 (pol. Za miłość do Ojczyzny 1812). Napis jest otoczony wieńcem z liści laurowych.
Medal zawieszony był na wstążce orderowej orderu św. Włodzimierza czarnej z czerwonym paskiem pośrodku.